# Gerichtsbezirk Eberstein
Der Gerichtsbezirk Eberstein war bis 1978 ein Gerichtsbezirk in Kärnten. 

## Ausdehnung
Der Gerichtsbezirk umfasste 8 Gemeinden mit zusammen 292 km². Zugeordnet war er dem Landesgericht Klagenfurt. Sein Gebiet deckte sich weitgehend mit dem Kärntner Görtschitztal und lag vollständig im politischen Bezirk St. Veit.
Umfasste Gemeinden
Der Sprengel umfasste die folgenden Gemeinden:
- Brückl
- Eberstein
- Hüttenberg
- Klein St. Paul
- Lölling
- St. Johann am Pressen
- St. Martin am Silberberg
- Wieting

## Geschichte
In den 1970er-Jahren erfolgte eine Konsolidierung der Gerichtsbezirke mit dem Ziel, diese mit den (zumeist größeren) Verwaltungsbezirken in Deckung zu bringen. In diesem Zuge wurde mit Wirkung zum 1. Juli 1978 die Bezirksgerichte Eberstein, Althofen, Friesach und Gurk dem Gerichtsbezirk St. Veit angeschlossen. Die Urkundensammlung ging in diesem Zuge an das Kärntner Landesarchiv.

## Belege
1. 1 2  Landes- und Bezirksverwaltungsbehoerden. In: findbuch.at. S. 9, abgerufen am 19. Januar 2023.
2. ↑  Auflösung von Gerichten. In: epub.jku.at. Abgerufen am 19. Januar 2023.
3. ↑  37. Verordnung der Bundesregierung vom 11. Jänner 1977 über die Auflassung der Bezirksgerichte Althofen, Bad Sankt Leonhard im Lavanttal, Eberndorf, Eberstein, Friesach, Gmünd in Kärnten, Gurk, Kötschach, Millstatt, Obervellach, Paternion, Rosegg, Sankt Paul im Lavanttal und Winklern sowie die Änderung der Sprengel der Bezirksgerichte Bleiburg, Hermagor, Sankt Veit an der Glan, Spittal an der Drau, Villach, Völkermarkt und Wolfsberg. In: ris.bka.gv.at. Abgerufen am 19. Januar 2023.
4. ↑  Bundesgesetzblatt BGBl. Online-Archiv 1949 - 2022 – Bundesanzeiger Verlag. In: bgbl.de. Abgerufen am 19. Januar 2023.
5. ↑  Grundbuch - Details. In: ns-quellen.at. Abgerufen am 19. Januar 2023.